# 天主教埃塞卡教區
天主教埃塞卡教區（拉丁語：Dioecesis Esekanensis）是喀麥隆一個羅馬天主教教區，屬杜阿拉總教區。
教區成立於1993年3月22日，位於中部區西部恩永-凱萊省。2006年有教友118,000人（佔轄區總人口56.7%）、廿一個堂區、四十七名司鐸。現任教區主教為迪厄多內·博格米斯。

## 歷任主教
1. 若望-鮑思高‧恩特普（1993年3月22日－2004年10月15日）
2. 迪厄多內‧博格米斯（2004年10月15日－）